# Daniel Newman
Daniel Christopher Newman (Atlanta) és un actor, model i músic estatunidenc. El seu treball ha aparegut a la banda sonora de la pel·lícula Crepuscle i de diverses sèries de televisió. També ha actuat a The Walking Dead, Diaris de Vampirs, Homeland, Sex and the City i Cirque du Freak.

## Trajectòria
Newman es va criar en un petit poble agrícola a Geòrgia (Estats Units) i després es va traslladar a Brooklyn per dedicar-se a la música. Va estudiar a la Universitat Yale a través d'un programa d'honor especial, abans de tornar a la ciutat de Nova York per continuar la seva carrera musical. Va ser músic durant poc temps, fins a conèixer el fotògraf Bruce Weber. A partir d'aquí va començar la seva carrera com a mode i va aparèixer en portades de revistes i anuncis. Va treballar per a Calvin Klein, Christian Dior, Louis Vuitton i Tommy Hilfiger.
Ha aparegut en diverses sèries estatunidenques, com 7th Heaven (1997), One Tree Hill (2006), Herois (2009) i Diaris de Vampirs (2012). Va aparèixer breument com un dels pinxos de Bane en la pel·lícula El cavaller fosc: la llegenda reneix (2012). El 2017 es va unir a l'elenc de The Walking Dead interpretant un personatge recurrent anomenat Daniel.

## Vida personal
El març 2017 Newman va fer unes declaracions públiques afirmant que "no era hetero" i referint-se a ell com a "gai", encara que més tard reconeixeria que era bisexual. Manté una relació amb un xicot.